# Río Tictoc
El río Tictoc es un curso de agua que fluye en la Región de Los Lagos. 

## Trayecto
Nace del extremo poniente del laguna Trébol y a poca distancia recibe por su derecha al río Loro, un afluente que proviene de los cerros Yeli y Nevado que forman el cordón divisorio que lo separa de la cuenca del río Corcovado. 
Se dirige hacia el oeste con numerosos desvíos y, antes de desaguar, recibe un afluente que trae aguas de la laguna Escondido. Finalmente entrega sus aguas al Pacífico en la bahía Tictoc del Golfo Corcovado, frente a las islas Colosia y Huepán, que tiene presencia de grandes mamíferos marinos, se le ha indicado como área de avistamiento de ballenas.
Hans Niemeyer escribe:
La vegetación en estas cuencas de desarrollo costero corresponde a la selva húmeda norpatagónica donde priman las fagáceas de hojas perennes como el coigüe. A mayor altura prosperan los ñires. En el sotobosque se encuentran quilantales, enredaderas, helechos, etc. Abundan otras especíps arbóreas como el tepú, el mañío, el ciprés de las Guaitecas. Con cierta probabilidad se puede encontrar el alerce en algunos puntos de difícil acceso.

## Régimen y caudales
No hay información disponible sobre el régimen del río ni sus caudales.

## Historia
El río ya era conocido por las primeras exploraciones españolas de la zona y aparece en el mapa de José García Alsué de 1767, publicado en Halle, Alemania en 1809.
Luis Risopatrón escribe sobre el río en su Diccionario Jeográfico de Chile:
Tictoc (Rio) 43° 40' 72° 50' Es de cierta consideración, de aguas verdosas, con 12,5 °C de temperatura, corre con regular fuerza hacia el W, en un valle limitado al S por cerros que se elevan rápidamente i desemboca con mas o menos 150 m de ancho, en la parte E de la bahía del mismo nombre, en la que forma una barra. 1, xxv, p. ,219; i xxxi, carta 159; Tic-Toc en 1, xxv, carta 102; Tictoc o Cocá en 1, xxv, p. 220 i 412; 107, p. 12 i mapa de Krüger (1898); 154; i 156; Jictoc en i, x i v, carta del Padre García (1766); i Cocá en 1. viii, p. 149; i xiii. carta de Moraleda (1795).